# 阿爾堡足球會
阿爾堡足球會（丹麥語：AaB Fodbold，簡稱Aalborg BK或AaB），是一支位於丹麥北日德兰大区首府奥尔堡（為丹麥第四大城）的奧爾堡體育俱樂部屬下的足球會。他們於丹麥足球超級聯賽比賽並贏得4次冠軍和3次丹麥盃冠軍。他們於歐洲賽表現不俗，曾於2007/08球季擊敗森多利亞。2008/09球季打進了歐洲聯賽冠軍盃。

## 主場球場
諾特能源球場（Energi Nord Arena）前稱「阿爾堡體育場」（Aalborg Stadion），自球場於1960年啟用已成為阿爾堡的主場球場，同時亦是丹麥U21的主場球場，亦是2011年歐洲U-21足球錦標賽決賽週4個比賽場地之一。

## 榮譽
- 丹麥超級聯賽冠軍：1994–95年、1998–99年、2007–08年、2013–14年；

- 丹麥盃冠軍：1965–66年、1969–70年、2013–14年；

## 球員
截止：2010年8月19日
註釋：國旗表示球員在國際足聯資格規則定義的國家隊。球員可能擁有一個以上非國際足聯國籍。
| 號碼 |            | 位置 | 球員            |
| ---- | ---------- | ---- | --------------- |
| 1    | 摩洛哥     | 门将 | 卡廉·薩沙       |
| 3    | 挪威       | 后卫 | 卡迪·韋拿       |
| 4    | 丹麦       | 后卫 | 拿斯·尼路臣     |
| 5    | 丹麦       | 后卫 | 堅尼夫·柏達臣   |
| 6    | 埃及       | 中场 | 羅維·贊高       |
| 7    | 丹麦       | 中场 | 安達斯·杜爾     |
| 8    | 丹麦       | 中场 | 拉斯姆斯·禾迪斯 |
| 10   | 丹麦       | 前锋 | 謝比·古夫       |
| 11   | 挪威       | 前锋 | 丹尼爾·賀姆     |
| 15   | 哥斯达黎加 | 中场 | 丹尼士·馬素爾   |
| 16   | 丹麦       | 后卫 | 卡斯柏·保基倫   |
| 17   | 美国       | 前锋 | 基斯·路夫       |

| 號碼 |      | 位置 | 球員               |
| ---- | ---- | ---- | ------------------ |
| 19   | 美国 | 前锋 | 馬古斯·謝斯        |
| 20   | 丹麦 | 前锋 | 軒歷·達斯加特      |
| 22   | 丹麦 | 门将 | 尼古拉·拿臣        |
| 24   | 丹麦 | 后卫 | 贊斯-基斯甸·蘇連遜 |
| 25   | 丹麦 | 后卫 | 米高·贊臣          |
| 26   | 丹麦 | 后卫 | 積及·尼路臣        |
| 27   | 丹麦 | 中场 | 柏德歷·基斯甸臣    |
| 28   | 丹麦 | 前锋 | 希倫尼斯·贊臣      |
| 29   | 丹麦 | 门将 | 艾巴斯·赫臣        |
| 30   | 瑞典 | 中场 | 馬迪亞斯·韋治文    |
| 32   | 丹麦 | 前锋 | 朗尼·舒華士        |
| 36   | 丹麦 | 中场 | 丹尼爾·基斯甸臣    |

## 名將錄
- 干查（Jesper Grønkjær）
- 軒倫尼斯（Nicklas Helenius）
- 賀治（Jes Høgh）
- 派列斯基（Brian Priske）
- 彼得·拉梅臣（Peter Rasmussen）
- 施巴布亞（Michael Silberbauer）
- 蘇巴根（Ståle Solbakken）
- 隆美夫（Siyabonga Eugene Nomvethe）
- 派加（Rade Prica）

## 外部連結
- （丹麦文） 阿爾堡官方網頁
- 歐洲足協檔案 （页面存档备份，存于）